# レイ・トムリンソン
レイ・トムリンソン（Ray Tomlinson）ことレイモンド・サミュエル・トムリンソン（Raymond Samuel Tomlinson, 1941年4月23日 - 2016年3月5日）は、アメリカ合衆国のプログラマ。

## 経歴
ニューヨーク州アムステルダム生まれ。1963年にレンセラー工科大学（RPI）で電気工学の理学士号を取得。在学時はIBMのインターンシップに参加した。RPI卒業後もマサチューセッツ工科大学（MIT）に入学し電気工学の研究を続け、1965年に電気工学の修士号を取得した。MITでは音声通信グループ（Speech Communication Group）に在籍し、修士論文の主題としてアナログデジタル複合型音声合成装置を開発した。
1967年にBolt Beranek and Newman（現・BBNテクノロジーズ）へ入社し、ARPANET Network Control ProtocolやTelnet実装を含むTENEXオペレーティングシステムの開発に助力した。1970年代、トムリンソンはARPANETを介してファイルを転送するプログラムCPYNETを開発した。後にタイムシェアリングシステムの他のユーザーにメッセージを送るプログラムSNDMSGをTENEXで動作するよう修正する仕事を頼まれ、トムリンソンはSNDMSGにCPYNETのコードを組み込み、他のコンピュータのユーザーにメッセージを送ることを可能にした。
1971年後半、ARPANETに接続された、並んで置かれた2台のコンピュータ間で電子メールを送信した。最初に送られたメッセージの内容は特に考えたものではなく、「QWERTYUIOP」のような意味のない文字の羅列であったという。またトムリンソンは、後にメールアドレスでローカル部とドメイン部を区切る記号として使われることになるアットマーク（@）を、ユーザーがローカルマシン上ではなく他のホスト上にいることを示す記号として初めて使用した。
しかしトムリンソン自身ははじめこれを大したこととは考えず、同僚 Jerry Burchfiel はトムリンソンにこの電子メールシステムを紹介された際「我々が取り組むべきことではないから口外しないでくれ」と言われたと語っている。
2016年3月5日に死去。74歳没。

## 受賞歴
- 2001年 - ウェビー賞生涯功績部門
- 2004年 - IEEEインターネット賞
- 2009年 - アストゥリアス皇太子賞学術・技術研究部門[7]
- 2011年 - エドゥアルト・ライン財団文化賞